# Koninginnedag 2010

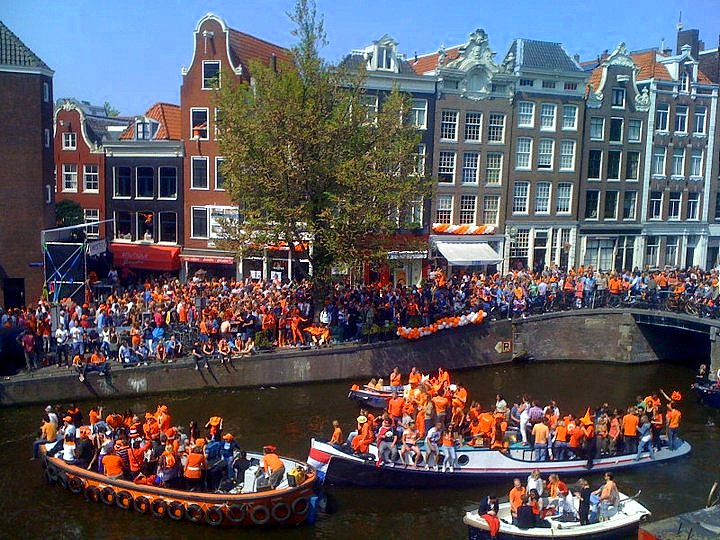
Koninginnedag 2010

In het kader van Koninginnedag 2010 bezochten koningin Beatrix en haar familie op 30 april 2010 de Zeeuwse plaatsen Middelburg en Wemeldinge. Deze dag was tevens het 30-jarige regeringsjubileum voor de koningin.

## Herdenking Koninginnedag 2009
Beatrix onthulde een dag eerder, op 29 april, in Apeldoorn in aanwezigheid van andere leden van de koninklijke familie en burgemeester Fred de Graaf een monument ter nagedachtenis aan de slachtoffers van de aanslag op de koninklijke familie op Koninginnedag 2009.

## Bezoek aan Wemeldinge en Middelburg
Het was de derde keer dat de koningin de provincie Zeeland bezocht in het kader van Koninginnedag. Eerder viel de eer aan Sint-Maartensdijk (1996) en Veere (1981). Deze bezoeken aan Zeeland waren echter gecombineerd met een bezoek aan Noord-Brabant.
Het weer viel wat tegen, zodat de leden van de koninklijke familie in Wemeldinge onder paraplu's moesten lopen. In Middelburg kwam de zon tevoorschijn. De beveiliging was dit jaar bijzonder streng. Mensen werden gescreend en gefouilleerd en mochten niet van de ene plaats naar de andere lopen op de route.
De koningin en haar familie werden getrakteerd op een demonstratie van allerhande oude Zeeuwse tradities, waaronder het babbelaars bakken, mutsen en doeken plooien en bonen lezen. Gedemonstreerde (en meegespeelde) spellen waren onder andere een stoelendans met paard, biersjoelen en Tééle-steken. Bij het laatste spel nam prins Constantijn nog het risico om een nat pak op te lopen, maar gelukkig voor hem was de met water gevulde emmer vervangen door een emmer met papiersnippers.

## Officiële verklaringen rondom de dag
Premier Balkenende, die op werkbezoek in Azië was, feliciteerde de koningin voorafgaand aan de viering van Koninginnedag. Hij memoreerde aan de dramatische gebeurtenissen vorig jaar in Apeldoorn en riep de Nederlanders op van Koninginnedag een 'feest van verbondenheid' te maken. "Laat Koninginnedag 2010 het feest zijn zoals het hoort te zijn: ongedwongen, vrolijk en zonder wanklank."
Na afloop van het programma prees koningin Beatrix de inwoners van de Zeeuwse plaatsen voor hun inzet. "We hebben allemaal met een zekere spanning naar vandaag uitgekeken. U heeft ons en het land Koninginnedag teruggegeven". Dat laatste werd ook gezegd door prins Willem-Alexander.
Ook waarnemend premier André Rouvoet toonde zich opgelucht en tevreden over de viering van Koninginnedag. "Er is uitstekend werk verricht door de politie van Zeeland en anderen die verantwoordelijk waren voor een veilige en rustige Koninginnedag", zei hij.

## Problemen
Buiten de Zeeuwse plaatsen vonden enkele problemen plaats op Koninginnedag.

### Staking reinigingspersoneel Amsterdam
In Amsterdam hield het personeel van de gemeentelijke reinigingsdienst een 24-uursstaking. Hierdoor hoopte het vele afval dat zoals ieder jaar ontstond, zich nog hoger op dan in voorgaande jaren. Een oproep van waarnemend burgemeester Lodewijk Asscher aan bezoekers om zelf hun afval op te ruimen leek weinig gehoor te krijgen. Er deden zich door deze situatie echter geen ongelukken voor. Wel moesten trams omgeleid worden doordat de rails tijdelijk onbruikbaar waren. Na het aflopen van de 24 stakingsuren werd het reinigen van de stad weer snel opgevat.

### Ontregeling van het treinverkeer
Net als op Koninginnedag 2001 raakte het treinverkeer van en naar Amsterdam ontregeld doordat mensen in de trein aan de noodrem trokken. Dit gebeurde in twee treinen, waarna reizigers over het spoor besloten te lopen om alsnog het station Amsterdam Centraal te bereiken. Hierdoor werd het treinverkeer in grote delen van de hoofdstad stilgelegd. Rellen bleven uit. Later op de middag kwam het treinverkeer weer langzaam op gang.

### Feyenoordhooligans in Eindhoven
In Eindhoven werd 's middags een noodverordening in werking gesteld door burgemeester Rob van Gijzel, nadat gebleken was dat een groep 'Feyenoord-hooligans' zich naar de stad had begeven met de vermoedelijke bedoeling om ongeregeldheden te veroorzaken. In deze groep zouden zich ook personen bevinden die betrokken waren geweest bij de strandrellen in Hoek van Holland in augustus 2009. Er werd veel politie ingezet in het centrum en bij station Eindhoven en zij die als hooligan konden worden geïdentificeerd, werden terug naar huis gestuurd.

## Tv-uitzending
Zoals ieder jaar werd het bezoek van de koninklijke familie rechtstreeks uitgezonden door de NOS. Volgens de Stichting Kijkersonderzoek werd de uitzending, die gemiddeld een marktaandeel van 80% had, door 2,5 miljoen mensen gevolgd.